# Morangis (Essonne)
Morangis település Franciaországban, Essonne megyében. Lakosainak száma 13 773 fő (2022. január 1.). Morangis Wissous, Athis-Mons, Chilly-Mazarin, Longjumeau, Paray-Vieille-Poste és Savigny-sur-Orge községekkel határos.

## Népesség
A település népességének változása:
| Lakosok száma | 305  | 323  | 238  | 12 456 | 12 583 | 13 679 | 13 729 | 13 424 | 13 131 | 13 773 |
|               | 1793 | 1806 | 1821 | 2013   | 2014   | 2016   | 2017   | 2019   | 2020   | 2022   |